# Hiéroglyphe égyptien D46
Pour les articles homonymes, voir Main (homonymie).

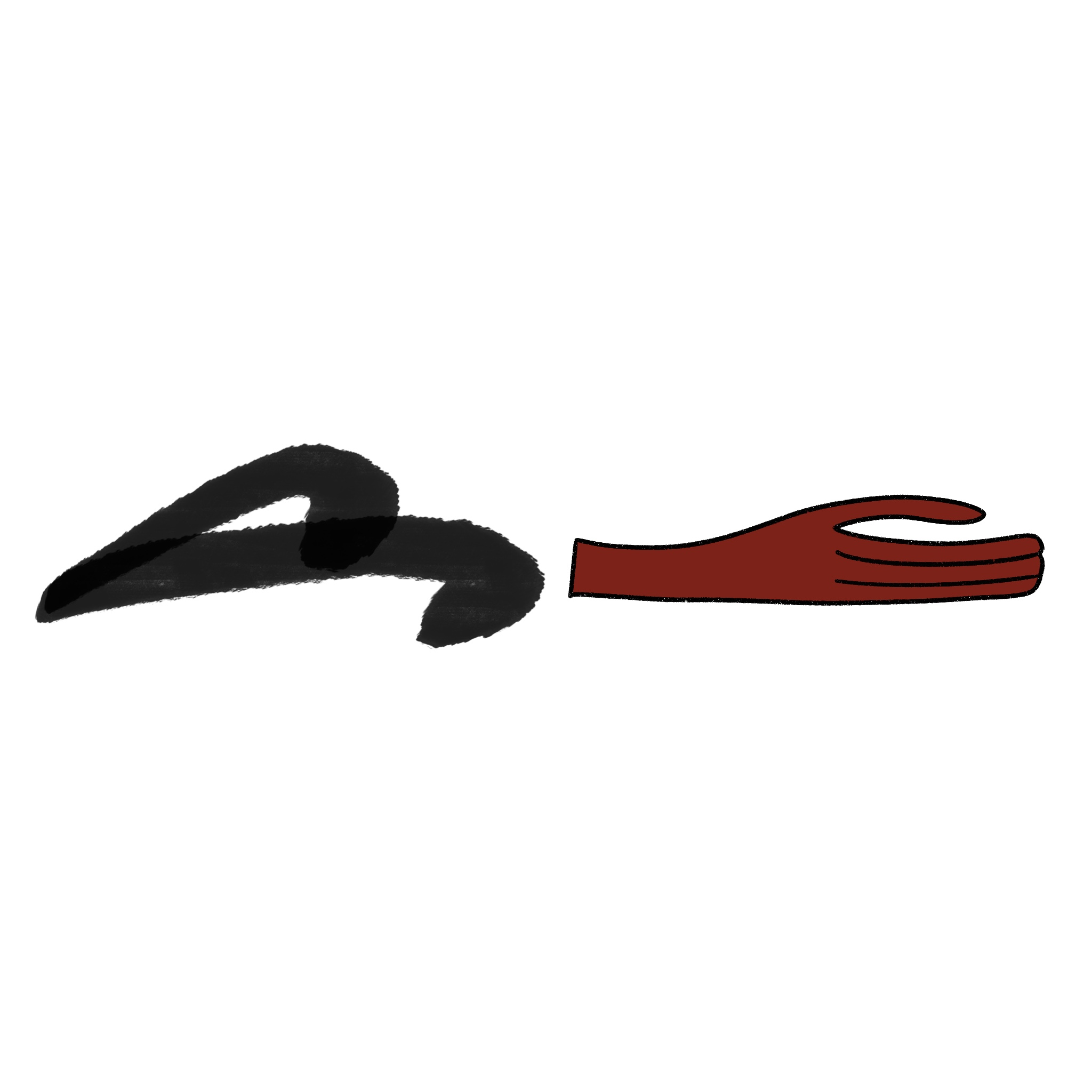
Version hiératique et hiéroglyphique

Le hiéroglyphe égyptien D46 (main) est classifié dans la  section D « Parties du corps humain » de la liste de Gardiner ; cet hiéroglyphe y est noté D46.

## Représentation
Il représente une main humaine. Il est translittéré d ou ḏr.t.

## Utilisation
| d · t · Z1 |

| d · t · Z1 |

| DA | t · d |

| DA | t · d |

C'est un phonogramme unilitère de valeur d (du sémitique yad « main »).
Il ne doit pas être confondue avec les hiéroglyphes :
| D47 |

| D47 |

| D48 |

| D48 |

D46 semble avoir très probablement inspiré l'alphabet protosinaïtique pour le caractère d'où dérive la lettre K de l'alphabet latin.

## Exemples de mots
| i | d | A17 |

| i | d | A17 |

| M44 | p · d | t · N14 | B1 |

| M44 | p · d | t · N14 | B1 |

| p · O34 | d · N8 |

| p · O34 | d · N8 |